# Leucanthiza dircella
Leucanthiza dircella är en fjärilsart som beskrevs av Braun 1914. Leucanthiza dircella ingår i släktet Leucanthiza och familjen styltmalar. Inga underarter finns listade i Catalogue of Life.